# Tetramerium tetramerioides
Tetramerium tetramerioides är en akantusväxtart som först beskrevs av Gustav Lindau, och fick sitt nu gällande namn av T.F. Daniel. Tetramerium tetramerioides ingår i släktet Tetramerium och familjen akantusväxter. Inga underarter finns listade i Catalogue of Life.